# Clive Pullen
Clive Pullen (* 18. Oktober 1994 im Saint Andrew Parish) ist ein jamaikanischer Dreispringer, der auch im Weitsprung antritt.

## Sportliche Laufbahn
Erste internationale Erfahrungen sammelte Clive Pullen bei den CARIFTA-Games 2010 in George Town, bei denen er mit 6,72 m die Goldmedaille im Weitsprung gewann. Anschließend gewann er bei den Zentralamerika- und Karibikjuniorenmeisterschaften (CAC) in Santo Domingo mit 6,74 m Bronze im Weitsprung und belegte im Dreisprung mit 13,69 m Rang sieben. 2011 gewann er bei den CARIFTA-Games in Montego Bay mit 7,15 m die Silbermedaille und belegte bei den Jugendweltmeisterschaften in Lille mit 7,19 m im Finale Platz neun. 2012 gewann er bei den CAC-Juniorenmeisterschaften in San Salvador mit 7,20 m die Goldmedaille im Dreisprung und belegte im Dreisprung mit 15,65 m den vierten Platz. Anschließend nahm er im Dreisprung an den Juniorenweltmeisterschaften in Barcelona teil und belegte dort mit 15,79 m Platz neun. Bei den CARIFTA-Games 2013 in Nassau gewann er mit 15,44 m die Goldmedaille im Dreisprung sowie Silber im Weitsprung mit 7,38 m.
2016 qualifizierte sich Pullen für die Olympischen Spiele in Rio de Janeiro und schied dort mit 16,08 m in der Qualifikation aus. Bei den Weltmeisterschaften 2017 in London erreichte er mit 15,61 m ebenfalls nicht das Finale. 2018 belegte er bei den Hallenweltmeisterschaften in Birmingham mit 16,13 m Rang 13 und bei den Commonwealth Games im australischen Gold Coast Anfang April belegte er mit 16,25 m Platz sieben.
2016 und 2017 sowie 2019 wurde Pullen jamaikanischer Meister im Dreisprung. Er ist Student an der University of Arkansas.

## Persönliche Bestleistungen
- Dreisprung: 16,90 m (+1,9 m/s), 30. Juni 2016 in Kingston
  - Dreisprung (Halle): 17,19 m, 11. Februar 2017 in Fayetteville (Jamaikanischer Rekord)